# Changqing (sockenhuvudort i Kina, Hubei Sheng, lat 30,61, long 114,12)
Changqing är en sockenhuvudort i Kina. Den ligger i provinsen Hubei, i den centrala delen av landet, omkring 16 kilometer väster om provinshuvudstaden Wuhan. Antalet invånare är 41 648. Befolkningen består av 19 387 kvinnor och 22 261 män. Barn under 15 år utgör 12,0 %, vuxna 15-64 år 83 %, och äldre över 65 år 3,0 %.
Runt Changqing är det mycket tätbefolkat, med 1 095 invånare per kvadratkilometer. Närmaste större samhälle är Wuhan, 14,7 km öster om Changqing. Trakten runt Changqing består till största delen av jordbruksmark.
Genomsnittlig årsnederbörd är 1 631 millimeter. Den regnigaste månaden är juli, med i genomsnitt 255 mm nederbörd, och den torraste är december, med 20 mm nederbörd.